# Allagelena gracilens
Allagelena gracilens är en spindelart som först beskrevs av Carl Ludwig Koch 1841.  Allagelena gracilens ingår i släktet Allagelena och familjen trattspindlar. Inga underarter finns listade i Catalogue of Life.